# Inmigración china en Honduras
La llegada de inmigrantes chinos a la república de Honduras, comienza a mediados del siglo XIX, con el flujo de asiáticos hacia Norte, Sur y Centroamérica, con el fin de buscar nuevos horizontes.

## Historia

### Antecedentes

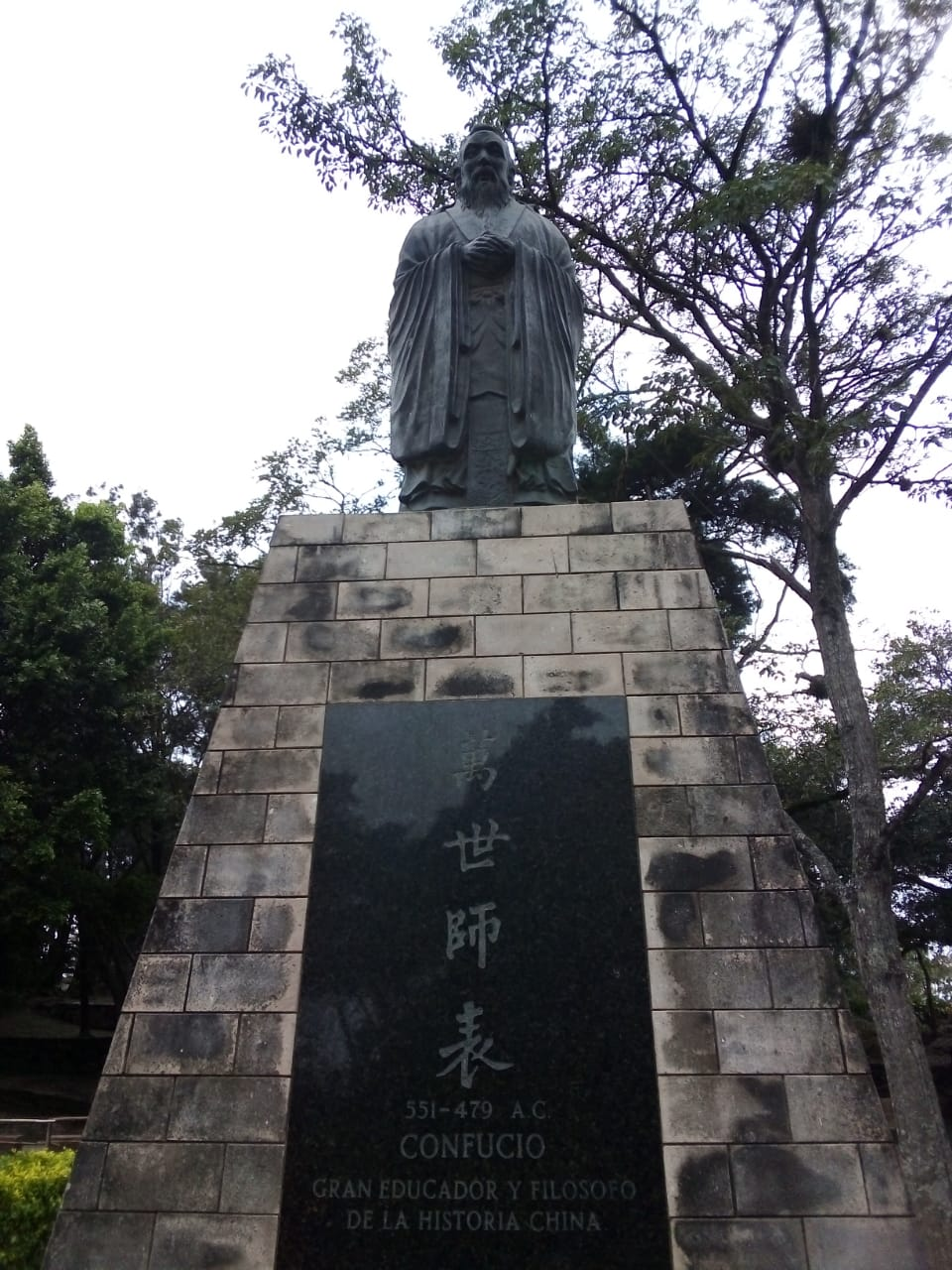
Monumento al filósofo chino, Confucio, en el parque nacional el Picacho.

Los chinos, desde el punto de vista de los occidentales, fueron vistos como una fuente de mano de obra barata para las industrias y debido a esto en 1845 se encuentra registrado el traslado de obreros chinos en un buque francés desde Kuangtung hasta la isla africana de Reunión. El primer viaje registrado hacia el continente americano de traslado de trabajadores chinos se realizó en 1847 donde se transportaron 800 personas originarias de Xiamen. Por ese entonces, otros chinos ya habían cruzado el Océano Pacífico con destino al oeste de Norteamérica en el siglo XIX en búsqueda de nuevos horizontes y se asentaron en ciudades como San Francisco y Los Ángeles en los Estados Unidos. Laborando como peones en la construcción del ferrocarril, en minería, y entre otros oficios; no obstante, su arraigada cultura fue introducida poco a poco entre la sociedad estadounidense, pero el "sueño americano" fue truncado cuando en 1886 se dio una orden de autoridades estadounidenses para la expulsión de inmigrantes chinos, en estados como California, Washington, Oregón y Alaska, debido a disturbios racistas y se impuso una paga de un impuesto por cada chino mayor de 18 años. 
La inmigración china buscó refugio repartiéndose entre las antiguas colonias del Imperio Español, desde México hasta Sudamérica. Por ese entonces, la república de Honduras no fue la excepción de tal flujo migratorio hacía el territorio nacional, en la administración conservadora del Capitán general José María Medina, el Congreso Nacional emitió una ley de Inmigración, la cual se produjo en fecha 26 de febrero de 1866, dando así paso a los extranjeros que quisieran residir en el país, mismas ideas de igualdad extranjera tendría el doctor Marco Aurelio Soto gran reformador liberal de la república, que mientras gobernaba el país, en su Constitución Política de 1876 reflejó la importancia de la inmigración en el territorio nacional, tanto de personas de América del Norte, debido a los resultados de la guerra de Secesión estadounidense de 1860, como de Europa, Oriente Medio, Asia, etc. 

### sigloXIX
Durante el gobierno del general Luis Bográn, quien también da gran importancia a la inmigración para que pueble el territorio y fomente tanto el trabajo, como la explotación de riquezas naturales, lo que ofrecía Honduras a los extranjeros era un trato de igual, cordial, la seguridad y sobre todo entregar la nacionalidad hondureña. Fue en 1880 cuando fue registrado el primer chino en Honduras, el señor Darío Yip, quien había nacido en el imperio Qing, se estableció en San José de Colinas, en el occidental departamento de Santa Bárbara, este abriría las puertas a sus connacionales que fueron llegando tímidamente a las principales ciudades como Tegucigalpa, Comayagüela, Choluteca, La Ceiba respectivamente, laborando tanto en sus quehaceres comerciales como hoteleros, de restauración, en minería y hasta en las empresas bananeras, viendo la administración del estado de Honduras la importancia del empuje comercial de los árabes y chinos. 

### sigloXX

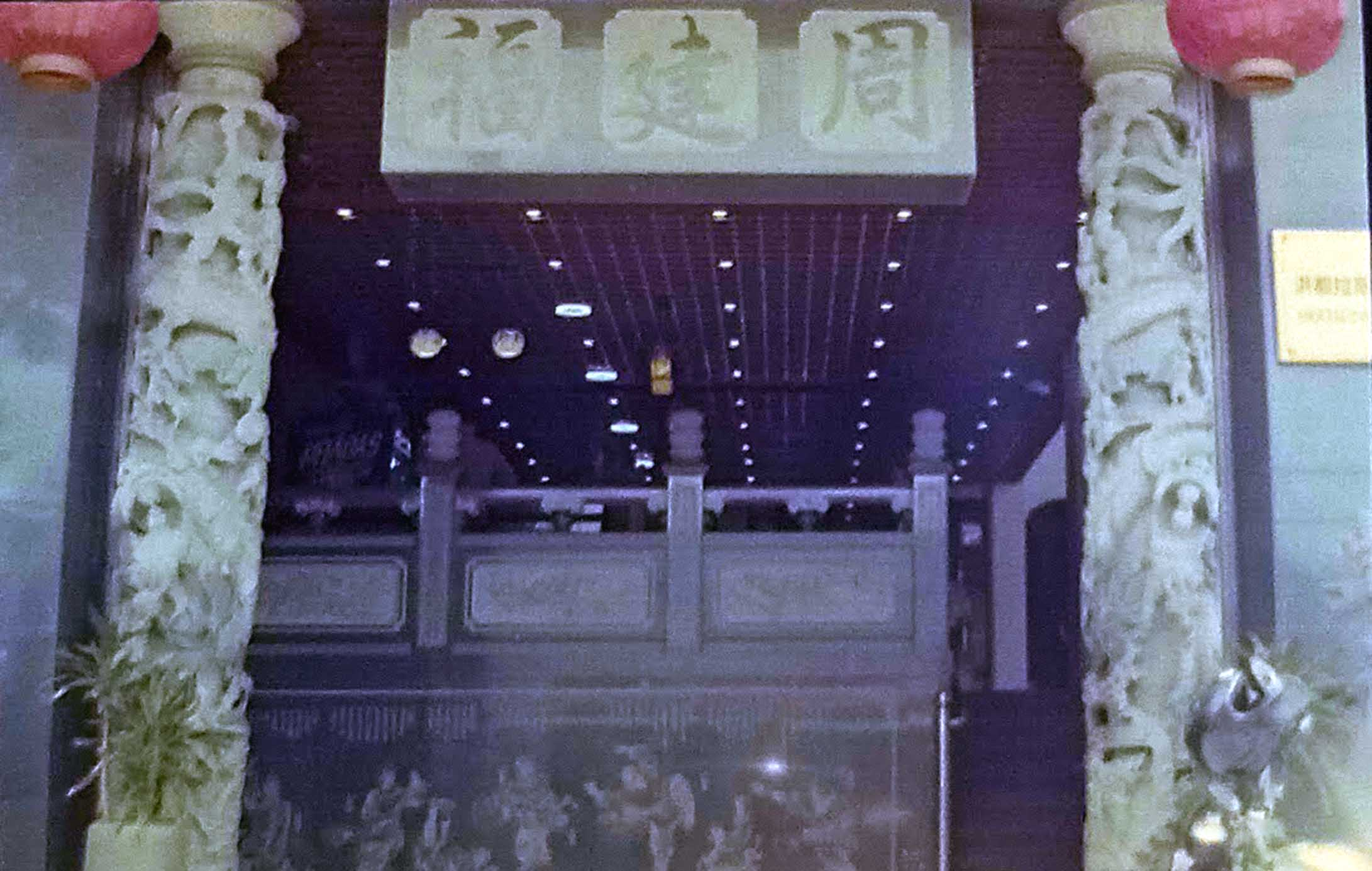
Uno de los negocios chinos más emblemáticos de Tegucigalpa es el hotel y restaurante Fujian Zhou, un imponente complejo que se alza como testimonio de la presencia cultural china en la capital hondureña.

En 1930, durante la administración Doctor Vicente Mejía Colindres, un Decreto en el cual, se autorizaba a que los extranjeros de etnias árabe, china, turca, armenia, negra e individuos denominados colíes deberán traer Cinco mil Pesos Plata y que harían un depósito a las arcas del estado de quinientos Pesos Plata, por persona, antes de transcurridos dos meses en el país luego, más estudiado el aporte de la inmigración a la fuerza motora del país se emitió una Ley de Inmigración en 1930.
En 1935 se encuentran censados 315 chinos, todos provenientes de la convulsa República de China, la cual para este entonces estaba inmersa en una guerra civil, en total la población del país alcanzaba los 960,000 habitantes, y los chinos eran el 4.3% del total. Después de la Segunda Guerra Mundial, tras que los comunistas se hiciesen con el poder, llegó una nueva oleada de inmigrantes chinos. Seguidamente el gobierno hondureño firmó sendos acuerdos de nacionalidad con los países de origen de los extranjeros que llegaban a residir a este país.

## Crecimiento de la población china en Honduras
- 1910 existían 44 chinos.
- 1926 existían 192 chinos.
- 1930 existían 269 chinos.
- 1935 existían 315 chinos.
- 1945 existían 307 chinos.[10]

En el año 2013 el censo oficial de los extranjeros nacionalizados hondureños fue de 29,000 personas, de los cuales 23,577 eran de países del continente americano, 2,939 de países de Europa, 56 de países de África, 19 de países de Oceanía y 2, 603 provenientes de Asia, de los cuales 1,415 son chinos. Entre 2023 y 2024 se documento a más de 14,000 chinos que habían ingresado a territorio Hondureño.

## Primeros centros comerciales de chinos en Honduras
Primeros comercios registrados en Honduras, propiedad de chinos:
- (1899) Hotel Cantón, de Pío Cantón, Santa Cruz de Yojoa, Cortés.
- (1900) Casa Comercial Quin Chon y Cia, de Quin Chon León Kong y Santiago León, Comayagüela.
- (1910) Casa Comercial de Arte Chino, de Antonio Waiss, Tegucigalpa.

## Comunidad China
La comunidad china-hondureña radicada en el país Centroamericano, se encuentra fundada desde 1935 cuando fundan una asociación en la ciudad de El Progreso, departamento de Yoro y así sucesivamente en cada ciudad de la nación y en la capital Tegucigalpa, M.D.C. cuentan con un Centro de “Asociación China en Honduras” situado en el barrio La Plazuela, donde se reúnen los directivos nacionales.

## Aportes a la sociedad hondureña
Factores importantes que la inmigración china ha contribuido en Honduras: arte, comercio, gastronomía, filosofía taoísta, idioma, medicina, etc.

## Apellidos
Bu, Chang, Chau, Chong, Fu, Han, Hung, Kong, Lin, Loo, Lung, May, Pon, Quan, Siu, Su, Tang, Un, Well, Wong, Young, Zhou, Yu-Shan, Gom